# Vågen (Hammerdals socken, Jämtland, 706271-148704)
Vågen är en sjö i Strömsunds kommun i Jämtland och ingår i Indalsälvens huvudavrinningsområde.